# La Proie du vent
Pour plus de détails, voir Fiche technique et Distribution.
La Proie du vent est un film français muet réalisé par René Clair, sorti en 1927. 

## Synopsis
Pris dans une tempête, un pilote est forcé d'atterrir dans le parc d'un château. Il tombe amoureux de la maîtresse des lieux. Mais très vite, tout se complique.

## Fiche technique
- Titre : La Proie du vent
- Réalisation : René Clair, assisté de Georges Lacombe
- Scénario : René Clair, d'après le roman L'Aventure amoureuse de Pierre Vignal d'Armand Mercier
- Décors : Lazare Meerson et Constantin Bruni
- Photographie : Nicolas Roudakoff et Henri Grondois - Robert Batton (séquences d’aviation)
- Montage : René Clair
- Coopérateur technique (séquences d'aviation) : Albert Préjean
- Société de production : Films Albatros
- Société de distribution : Films Armor
- Pays d'origine : France
- Format : Noir et blanc  - Film muet - 35 mm- 1,33:1
- Genre :  Drame
- Durée : 75 minutes selon BiFi, 90 minutes selon Imdb
- Date de sortie : 
  - France : 13 mai 1927
- Affiche : Jean-Adrien Mercier

Source : BiFi.fr et Imdb

## Distribution
- Sandra Milowanoff : Hélène
- Charles Vanel : Pierre Vignal
- Lillian Hall-Davis : la châtelaine
- Jean Murat : le mari
- Jim Gérald : le médecin

## Autour du film
En 2010, à la demande de la Cinémathèque française, le trompettiste de jazz Ibrahim Maalouf a composé une musique pour ce film : il s'agit de l'album Wind, sorti en 2012.